# Selección de fútbol de Argelia
La selección de fútbol de Argelia (en árabe: منتخب الجزائر لكرة القدم‎), apodada Los zorros del desierto (الأفنــاك), es el equipo representativo del país en las competiciones oficiales y es controlada por la Federación Argelina de Fútbol, miembro de la Confederación Africana de Fútbol CAF y FIFA. 
La selección argelina estuvo compitiendo tras la independencia del país en 1962, el primer encuentro de su historia el 6 de enero de 1963 contra Bulgaria, un partido por el marcador de dos goles a uno. La Selección argelina disputa las primeras clasificaciones en una fase final del Mundial de 1970. Este es el primer trofeo en 1990 de la Copa Africana de Naciones. La selección obtenida es el mejor resultado en 2019 en la competencia, ganando la competencia por segunda vez en su historia. En el Mundial, Argelia se ha clasificado en cuatro ocasiones para una fase final en 1982, 1986, 2010 y en 2014 en Brasil, donde Argelia se clasifica por primera vez en su historia para los octavos de final. convirtiéndose así en la sexta nación de África en alcanzar este nivel.
El equipo argelino jugó en 1972 partidos en casa en el Stade du 5-Juillet-1962, un estadio de 85.000 asientos ubicado en la capital, Argel. Argelia terminó el año 2014 en el puesto 18 del mundo con la categoría FIFA y primero en la CAF.
El entrenador de la selección de Argelia es Djamel Belmadi desde el 2 de agosto de 2018.
Ha logrado clasificarse para cuatro Copas del Mundo, las de 1982, 1986, 2010 y 2014. Argelia también ganó la Copa Africana de Naciones dos veces, en 1990 cuando fueron los organizadores del torneo y en el 2019.

## Historia

### Etapa Amateur (1957-1962)
En 1956, en Túnez, se formó el primer equipo para representar a Argelia, se le llamaba Armée de Libération Nationale (ALN) de Ahmed Benelfoul y Habib Draoua. Fue aprobado por la FLN en mayo de 1957, dirigido por Salah Saidou y Abdelkader Zerrar era el capitán. El primer partido se jugó el 1 de junio de 1957 contra Túnez en el Stade Chedly Zouiten. En abril de 1958, el equipo se disolvió y fue reemplazado por el FLN.
FLN era un equipo compuesto principalmente por jugadores profesionales en Francia, que luego se unieron al movimiento independentista argelino del Frente de Liberación Nacional (FLN) y ayudaron en la organización de partidos de fútbol contra otras selecciones. El FLN se vinculó el fútbol africano con la resistencia anticolonial utilizando la idea del panafricanismo como herramienta de legitimación y símbolo de identidad nacional. Las autoridades francesas obtuvieron fácilmente el no reconocimiento del equipo por parte de la FIFA.

### Oficialización y comienzos (1962-1980)
El fútbol en Argelia fue establecido en la década de 1830 por los colonos europeos que trajeron el deporte al país. La selección de fútbol de Argelia se estableció en 1962 después de independizarse de Francia, como sucesor del FLN. Bajo el dominio francés, Argelia no podía tener una selección nacional, el equipo de fútbol FLN era una especie de rebelión contra la colonización francesa. Todos sus juegos fueron considerados amistosos y no fueron reconocidos por la FIFA. Durante una conferencia de prensa en Túnez, el equipo de fútbol de Argelia se negó a hacer declaraciones políticas, refiriéndose al fútbol como un deporte más que como una influencia política.

### La generación Dorada (1980-1990)

#### Primera clasificación a un Mundial (España 1982)
En el Mundial de 1982 de España, Argelia causó sensación al derrotar el 16 de junio de 1982, en Gijón, a la poderosa Alemania Occidental, campeona europea en título, por 2-1. Cayó en su segundo partido por 0-2 ante Austria. En el siguiente encuentro tuvieron que esperar a que Alemania y Austria jugaran en Gijón el último partido para saber quién pasaba a la siguiente ronda. Una victoria alemana por 1-0 clasificaba a austríacos y alemanes, y eso es exactamente lo que sucedió. El gol, obra de Horst Hrubesch tuvo lugar a los 10 minutos de juego y ambos equipos jugaron a dejar pasar el tiempo (provocando la indignación del público asistente, mientras los seguidores argelinos agitaban billetes a los jugadores). Este resultado eliminó a Argelia. La actitud de los jugadores fue extensamente criticada por los seguidores alemanes y austríacos. Ante este hecho, la FIFA decidió que en las Copas del Mundo venideras, los últimos partidos de la fase de grupos se jugarán a la misma hora.

#### Segunda clasificación consecutiva (México 1986)
Argelia se presentaba al Mundial de 1986 con el cartel de tercera de la Copa Africana de Naciones de 1984 celebrada en Costa de Marfil. En México, la selección argelina quedó última de su grupo, con un punto. Empató 1-1 con Irlanda del Norte, con gol de Djamel Zidane. Luego perdió 1-0 con Brasil y 3-0 frente a España, siendo eliminada en la primera fase de la competición.

#### Primer Título en casa (Copa Africana de Naciones 1990)
Anexo: Copa Africana de Naciones 1990
En 1990, Argelia organizó la Copa Africana de Naciones. Encuadrados en el Grupo A, los argelinos comenzaron el torneo goleando a Nigeria por 5-1, con doblete de Djamel Menad y Rabah Madjer y un otro de Djamel Amani. Ganaron también a Costa de Marfil por 3-0, con goles de Djamel Menad, Tahar Chérif El Ouazzani y Cherif Oudjani. Frente a Egipto los argelinos vencieron por 2-0, marcando Djamel Amani y Moussa Saib. En las semifinales, Argelia venció a Senegal por 2 goles a 1 (Djamel Menad y Djamel Amani) delante de 85,000 espectadores en el Estadio 5 de Julio.
En el partido final frente a Nigeria, frente a 200.000 seguidores en el mismo estadio Cherif Oudjani, en el minuto 38, anotó el gol de la victoria que significó la primera Copa de África para Argelia en su historia. Djamel Menad acabó como máximo goleador del torneo con 4 goles.

### Copa de África de 2010
Argelia se vería emparejada en el Grupo A del torneo, con Angola, Malaui y Mali. Argelia comenzó mal perdiendo 3-0 frente a Malaui. Mejorarían sin embargo su juego en la siguiente jornada, ganando a Mali por 1-0 con gol de Rafik Halliche. En el último partido empataron a 0 contra Angola, clasificándose para la siguiente ronda con los mismos puntos que Mali. En Cabinda, Argelia se enfrentó a Costa de Marfil en cuartos de final, consiguiendo un resultado histórico. Salomon Kalou adelantó a los marfileños en el minuto 4, empatando Karim Matmour en el 40. Abdul Kader Keïta anotó el 1-2 para el combinado marfileño en el 89. Cuando todo parecía hecho para Costa de Marfil, Madjid Bougherra empató el partido en el minuto 90. Hameur Bouazza marcó el tercer gol de los argelinos en la prórroga, clasificándolo para semifinales. En semifinales, se enfrentan a Egipto perdiendo por 4-0. Argelia perdió frente a la selección de fútbol de Nigeria por 1-0 en el partido por el tercer y cuarto puesto, finalizando en cuarta posición en el torneo.

### Corto Resurgimiento (2010-2014)

#### Retorno a un mundial (Sudáfrica 2010)
El 11 de octubre de 2008, Argelia volvería al Top 20 de los equipos africanos tras acabar primera en su grupo, formado por Senegal, Gambia y Liberia en la fase de grupos de la Clasificación de CAF para la Copa Mundial de Fútbol de 2010. En la tercera y última ronda, Argelia se vería encuadrada en el Grupo C junto a Zambia, Ruanda y Egipto. Argelia comenzó empatando a 0 frente a Ruanda. En la siguiente jornada, Argelia ganó a la doble campeona africana, la Egipto y más tarde por 3-1, 0-2 y 1-0 a Zambia y 3-1 a Ruanda. En el último partido del grupo, Argelia perdió frente a Egipto en El Cairo por 2-0. Egipto necesitaba ganar por una diferencia de 3 goles para clasificarse para el Mundial. Antes del partido, el autobús argelino fue atacado por hinchas egipcios violentos, hiriendo a varios jugadores. Esto provocó un conflicto político entre los 2 países. Argelia y Egipto quedaron empatadas a 13 puntos, por lo que hubo que jugarse un partido de desempate, que finalmente ganaría Argelia por 1-0 en Sudán, clasificándose así para la Copa Mundial de Fútbol 2010.

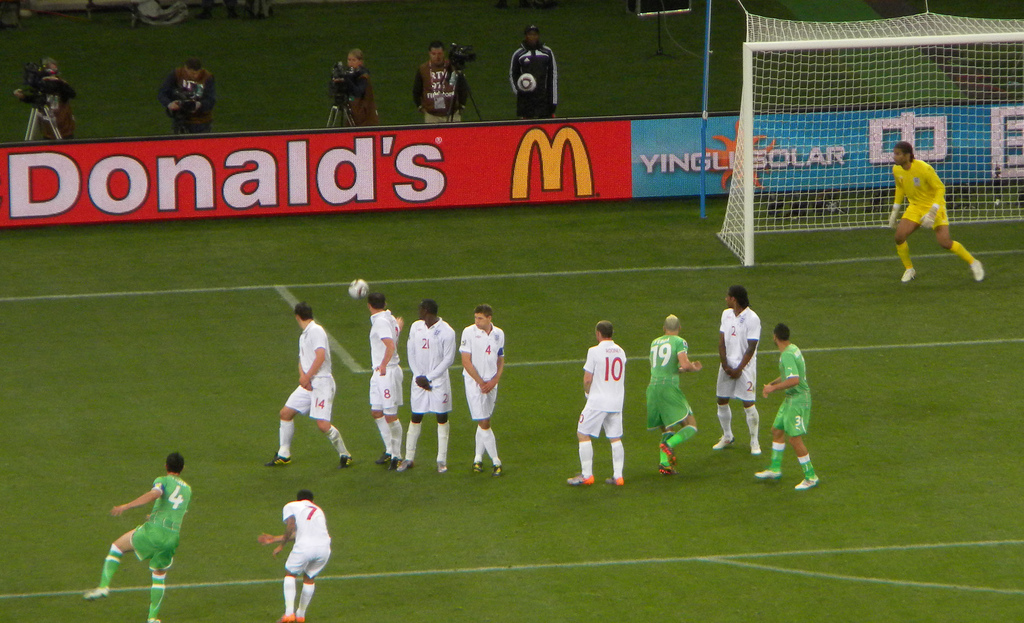
Argelia contra Inglaterra en la Copa Mundial de Fútbol de 2010.

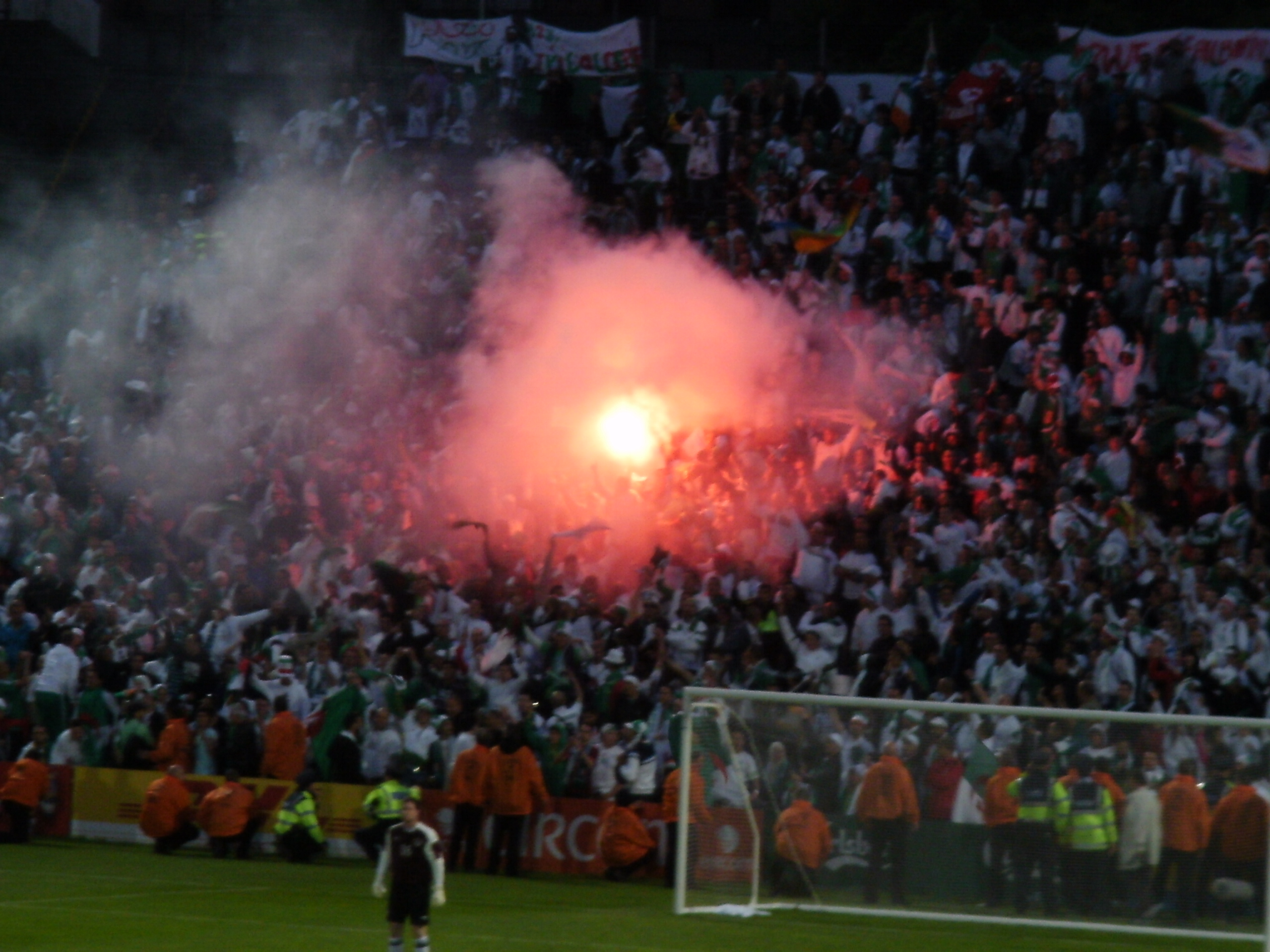
Aficionados argelinos en un amistoso contra Irlanda en Dublín.

Los argelinos se clasificaron por tercera vez a una Copa del Mundo tras quedar primero en la segunda fase de grupo, igualando en todos los ítemes de desempate a Egipto, ganándole en un duro partido de desempate por 1-0 con el mítico gol de Antar Yahia.
El debut de los argelinos en esta Copa Mundial de Fútbol se produjo el 13 de junio de 2010 en un partido frente a Eslovenia, perdiendo por 0-1 tras un tremendo e increíble fallo del portero argelino Faouzi Chaouchi. En el segundo partido de la fase de grupos de la competición, Argelia logró un inesperado y meritorio empate a 0 frente a una de las favoritas, la selección inglesa. Para cerrar esta fase, se enfrentó a Estados Unidos, perdiendo por 1-0 con gol de Landon Donovan en el tiempo de descuento, en este partido Anthar Yahia fue expulsado. Argelia fue eliminada como última de grupo, sumando 1 punto y sin anotar ningún gol.

#### Copa Africana de Naciones de 2013
El 22 de junio de 2011 el técnico bosnio Vahid Halilhodžić asume las riendas de la selección nacional. Aunque no pudo clasificar a los Fennecs a la Copa Africana de Naciones 2012, sí logró disputar, al año siguiente, la CAN 2013 en Sudáfrica. Emparejada en el grupo D del certamen junto a sus pares de Costa de Marfil, Túnez y Togo, Argelia quedó en el último lugar del grupo con 1 punto fruto del empate 2-2 obtenido ante Costa de Marfil. A pesar de este fracaso, Vahid Halilhodžić fue mantenido en el cargo con la misión de llevar a los Fennecs al Mundial de 2014.

#### Clasificación a Brasil 2014
Directamente clasificada a la segunda fase del torneo de clasificación de la CAF al Mundial de 2014, en el grupo H, en compañía de Malí, Benín y Ruanda, Argelia tuvo un paso casi perfecto al ganar cinco encuentros (de seis) siendo únicamente derrotada por Malí, el 12 de junio de 2012, por 2-1. Al acabar primera de su grupo, Argelia enfrentó la tercera fase de clasificación, disputada a manera de play-off de ida y vuelta, ante su similar de Burkina Faso, campeona del grupo E. El 12 de octubre de 2013, los Fennecs fueron derrotados por 3-2 en Uagadugú. Un mes después, el 19 de noviembre de 2013, Argelia se cobraría la revancha derrotando a Burkina Faso 1-0 en Blida, haciendo valer la regla del gol de visitante que le otorgó la ansiada clasificación a la fase final en Brasil por cuarta vez en su historia.

### Mejor participación en un mundial: Brasil 2014
Durante el Mundial de Brasil 2014, Argelia integró el Grupo H junto con sus pares de Bélgica, Rusia y Corea del Sur. En su primer partido, se enfrentó a la selección de Bélgica perdiendo por 2 a 1, después de ir ganando 1 a 0 hasta el minuto 70. Luego derrotó a Corea del Sur con un contundente 4 a 2. Esta victoria ante el equipo coreano fue para los argelinos como quitarse un gran peso de encima pues desde 1982 no lograban una victoria en copas del mundo. En el tercer y último cotejo del grupo, logró arrancar un empate 1 a 1 ante Rusia, consiguiendo de esa manera clasificar a octavos de final (como segunda de grupo) por primera vez en su historia.
El 30 de junio de 2014, Argelia enfrentó a Alemania en el Estadio Beira-Rio de Porto Alegre, en partido correspondiente a los octavos de final. En dicho encuentro, los Fennecs se plantaron ante el cuadro germánico exhibiendo un gran despliegue táctico que les permitió mantener en jaque a la tricampeona del mundo, forzando el partido al alargue de 30 minutos después de un vibrante 0-0 en los 90 reglamentarios. El partido finalizaría 2-1 a favor de los alemanes aunque los argelinos se ganaron el respeto del mundo del fútbol, merced a su sensacional actuación ante la selección que más tarde sería campeón del mundo.

### Declive (2015-actualidad)

#### Copa Africana de Naciones 2015

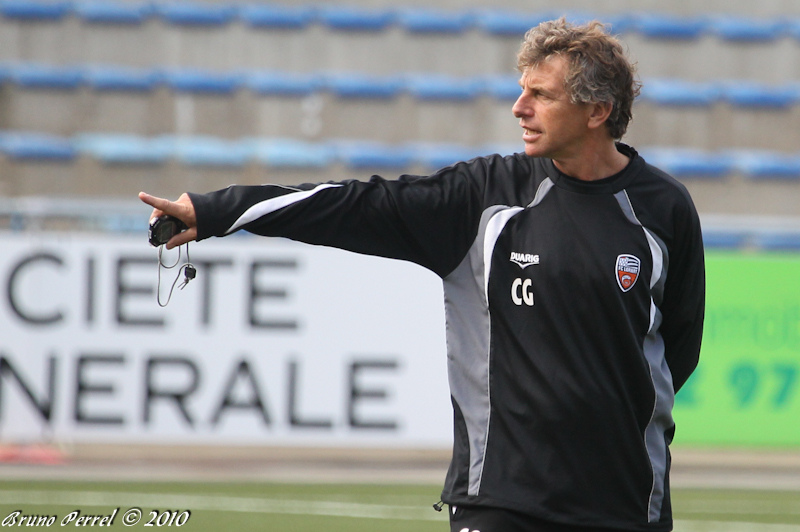
Christian Gourcuff, ex-seleccionador de Argelia.

El 1° de agosto de 2014, el exentrenador del FC Lorient, el francés Christian Gourcuff, tomó el relevo de Vahid Halilhodžić como técnico de la selección adulta. Después de Brasil 2014, Argelia disputó la Copa Africana de Naciones 2015. En el debut derrotó 3:1 a Sudáfrica. En el segundo partido, Argelia cayó derrotada 1:0 frente a Ghana con un gol en el último minuto de Asamoah Gyan. Argelia, ya clasificada, derrotó 2:0 a Senegal. Argelia luego jugó los cuartos de final, que no disputaba desde Angola 2010, frente a Costa de Marfil en la que perdió 3:1 quedando eliminada del torneo.

#### Copa de África 2017
La Copa Africana de Naciones 2017 se disputó en Gabón, y los "guerreros del desierto" quedaron engrupados en el grupo B, compartido con: Senegal, Túnez y Zimbabue.
Hicieron su debut el 15 de enero, empatando con Zimbabue 2-2, luego perdieron ante Túnez 1-2 , nuevamente un empate 2-2 con Senegal, finalmente ocuparían el tercer lugar en su grupo, quedando eliminados y 10.° en la tabla general. 

## Uniforme
El uniforme de la selección argelina es blanco con motivos verdes, mientras que el uniforme alternativo es totalmente verde con motivos blancos.
| Primera Equipación | (Ver evolución) | Equipación Actual |

## Últimos partidos y próximos encuentros
Actualizado al último partido jugado el 15 de agosto de 2025
| Fecha      | Ciudad      | Local             | Resultado | Visitante  | Competición                            |
| ---------- | ----------- | ----------------- | --------- | ---------- | -------------------------------------- |
| 14-11-2024 | Malabo      | Guinea Ecuatorial | 0:0       | Argelia    | Clasificación Copa Africana 2025       |
| 16-11-2024 | Tizi Ouzou  | Argelia           | 5:1       | Liberia    | Clasificación Copa Africana 2025       |
| 21-03-2025 | Francistown | Botsuana          | 1:3       | Argelia    | Clasificación Copa Mundial 2026        |
| 25-03-2025 | Tizi Ouzou  | Argelia           | 5:1       | Mozambique | Clasificación Copa Mundial 2026        |
| 03-05-2025 | Bakau       | Gambia            | 0:0       | Argelia    | Clasificación Campeonato Africano 2025 |
| 09-05-2025 | Annaba      | Argelia           | 3:0       | Gambia     | Clasificación Campeonato Africano 2025 |
| 05-06-2025 | Constantino | Argelia           | 2:0       | Ruanda     | Partido amistoso                       |
| 10-06-2025 | Solna       | Suecia            | 4:3       | Argelia    | Partido amistoso                       |
| 29-07-2025 | Blida       | Argelia           | 2:2       | Mauritania | Partido amistoso                       |
| 04-08-2025 | Kampala     | Uganda            | 0:3       | Argelia    | Campeonato Africano 2025               |
| 08-08-2025 | Kampala     | Sudáfrica         | 1:1       | Argelia    | Campeonato Africano 2025               |
| 15-08-2025 | Kampala     | Guinea            | 1:1       | Argelia    | Campeonato Africano 2025               |
| 18-08-2025 | Nairobi     | Argelia           | -:-       | Níger      | Campeonato Africano 2025               |
| 05-09-2025 | TBD         | Argelia           | -:-       | Botsuana   | Clasificación Copa Mundial 2026        |
| 09-09-2025 | TBD         | Guinea            | -:-       | Argelia    | Clasificación Copa Mundial 2026        |

## Jugadores

### Última convocatoria
Los siguientes jugadores fueron convocados para los partidos de clasificación al mundial frente a Botsuana y Mozambique el 21 y 25 de marzo de 2025.
| N.º                             | Nombre               | Posición      | Edad    | PJ  | Goles | Club                          |
| ------------------------------- | -------------------- | ------------- | ------- | --- | ----- | ----------------------------- |
| 1                               | Alexis Guendouz      | Portero       | 29 años | 8   | 0     | Persepolis F. C.              |
| 16                              | Alexandre Oukidja    | Portero       | 37 años | 6   | 0     | F. C. Metz                    |
| 23                              | Oussama Benbot       | Portero       | 30 años | 1   | 0     | USM Alger                     |
| 2                               | Aïssa Mandi          | Defensa       | 33 años | 105 | 6     | LOSC Lille                    |
| 15                              | Rayan Aït-Nouri      | Defensa       | 24 años | 16  | 0     | Wolverhampton Wanderers F. C. |
| 4                               | Sohaib Nair          | Defensa       | 23 años | 0   | 0     | En Avant de Guingamp.         |
| 5                               | Ahmed Touba          | Defensa       | 27 años | 10  | 1     | İstanbul Başakşehir F. K.     |
| 15                              | Jaouen Hadjam        | Defensa       | 22 años | 8   | 1     | BSC Young Boys                |
| 17                              | Mohamed Amine Madani | Defensa       | 32 años | 3   | 0     | JS Kabylie                    |
| 20                              | Youcef Atal          | Defensa       | 28 años | 45  | 2     | Al Sadd                       |
| 21                              | Ramy Bensebaini      | Defensa       | 30 años | 69  | 9     | Borussia Mönchengladbach      |
| 6                               | Ahmed Kendouci       | Mediocampista | 26 años | 11  | 0     | Ceramica Cleopatra FC         |
| 8                               | Farès Chaïbi         | Mediocampista | 22 años | 10  | 2     | Eintracht Frankfurt           |
| 12                              | Yassine Benzia       | Mediocampista | 30 años | 13  | 4     | Qarabağ F. K.                 |
| 14                              | Hicham Boudaoui      | Mediocampista | 25 años | 20  | 0     | O. G. C. Niza                 |
| 19                              | Adem Zorgane         | Mediocampista | 25 años | 20  | 1     | R. Charleroi S. C.            |
| 7                               | Riyad Mahrez         | Delantero     | 34 años | 101 | 32    | Al-Ahli SFC                   |
| 3                               | Amin Chiakha         | Delantero     | 19 años | 1   | 0     | FC Copenhague                 |
| 9                               | Youcef Belaïli       | Delantero     | 33 años | 54  | 9     | Espérance Tunis               |
| 10                              | Said Benrahma        | Delantero     | 30 años | 34  | 4     | Olympique de Lyon             |
| 11                              | Amine Gouiri         | Delantero     | 20 años | 14  | 6     | Olympique de Marsella         |
| 18                              | Mohamed Amoura       | Delantero     | 25 años | 33  | 13    | VfL Wolfsburgo                |
| 22                              | Ibrahim Maza         | Delantero     | 19 años | 1   | 0     | Hertha Berlín                 |
| Bandera de Bosnia y Herzegovina | Vladimir Petkovic    | Entrenador    | 62 años |     |       |                               |

### Jugadores con más participaciones

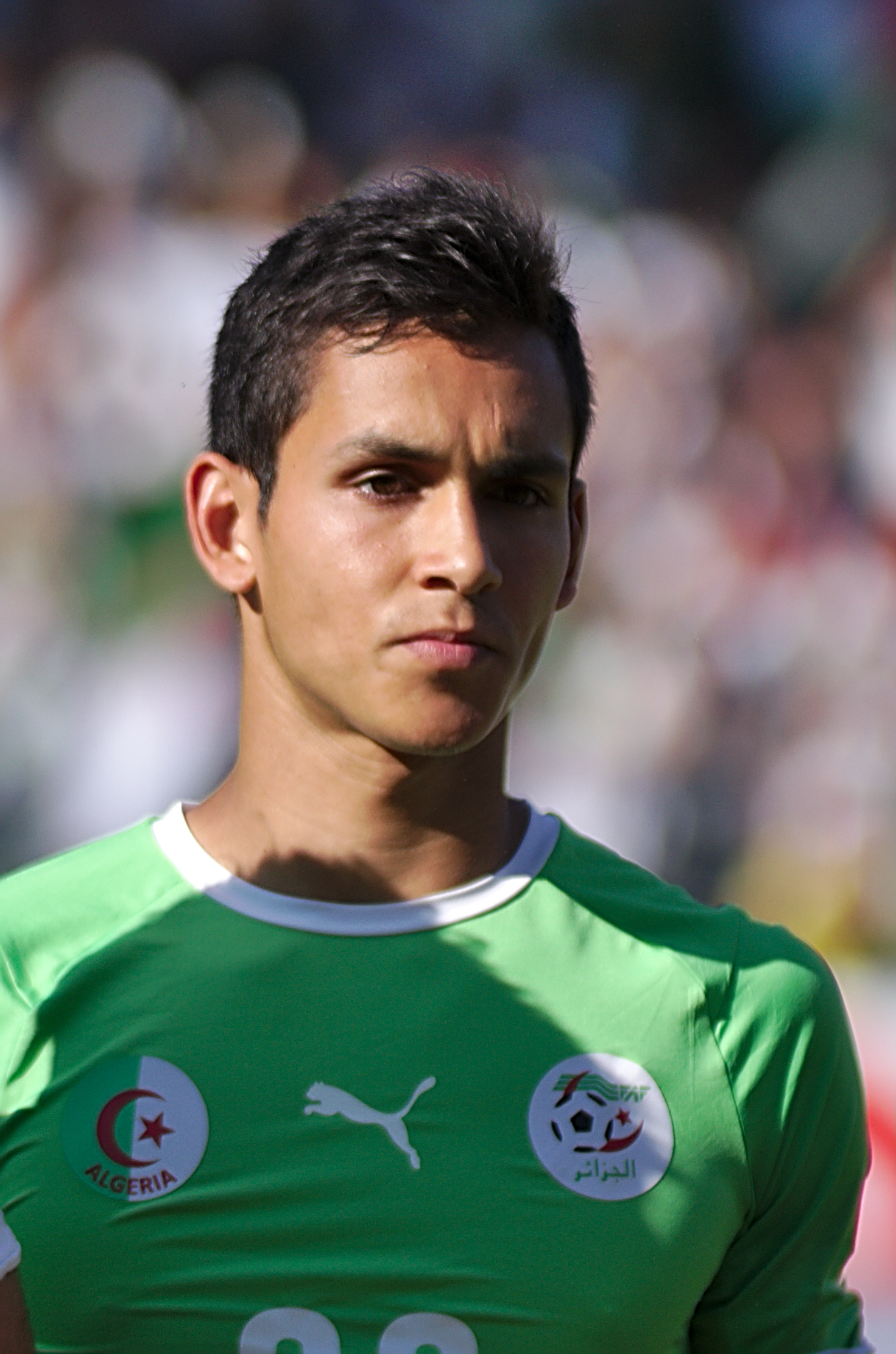
Aissa Mandi es el segundo jugador con más partidos internacionales de Argelia.

Actualizado Marzo 2025.
| #  | Jugador             | Periodo    | Partidos | Goles |
| 1  | Aïssa Mandi         | 2014-Act.  | 105      | 6     |
| -- | ------------------- | ---------- | -------- | ----- |
| 2  | Islam Slimani       | 2012-Act.  | 102      | 46    |
| 3  | Riyad Mahrez        | 2014-Act.  | 101      | 32    |
| 3  | Lakhdar Belloumi    | 1978-1989  | 100      | 27    |
| 4  | Raïs M'Bolhi        | 2010-2024. | 96       | 0     |
| 5  | Rabah Madjer        | 1978-1992  | 86       | 28    |
| 6  | Sofiane Feghouli    | 2014-Act.  | 83       | 19    |
| 7  | Billel Dziri        | 1993-2005  | 81       | 9     |
| 8  | Abdelhafid Tasfaout | 1990-2002  | 80       | 36    |
| 9  | Djamel Menad        | 1980-1995  | 79       | 25    |
| 10 | Mahieddine Meftah   | 1989-2002  | 77       | 4     |

### Máximos goleadores

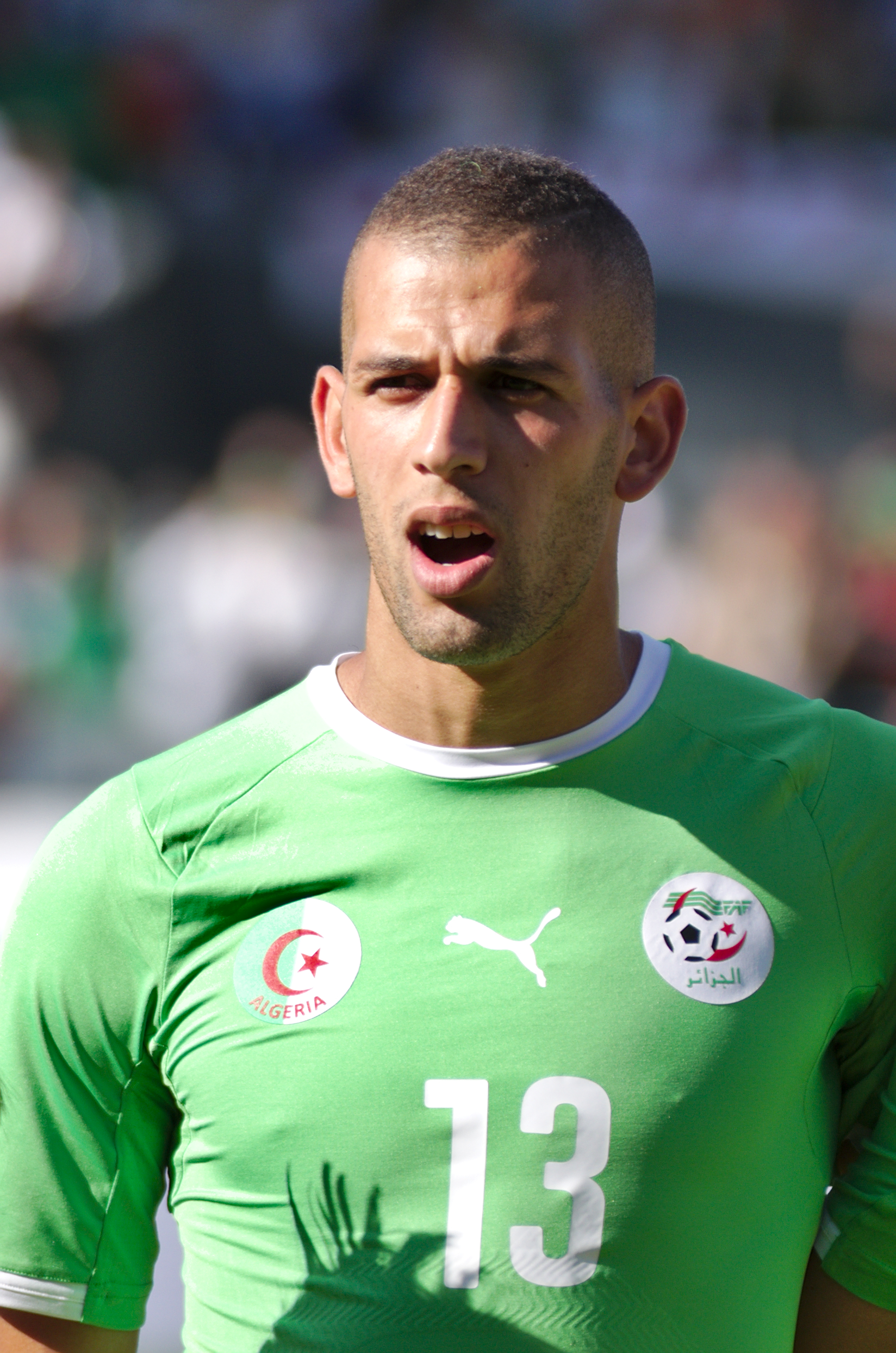
Islam Slimani es el máximo goleador de Argelia con 43 goles.

Actualizado Marzo 2025.
| #  | Jugador                | Periodo   | Goles | PJ. | Promedio |
| -- | ---------------------- | --------- | ----- | --- | -------- |
| 1  | Islam Slimani          | 2012-Act. | 46    | 102 | 0.45     |
| 2  | Abdelhafid Tasfaout    | 1990-2002 | 36    | 80  | 0.45     |
| 3  | Baghdad Bounedjah      | 2014-Act. | 32    | 77  | 0.41     |
| 4  | Riyad Mahrez           | 2014-Act. | 32    | 101 | 0.32     |
| 5  | Rabah Madjer           | 1978-1992 | 28    | 86  | 0.33     |
| 6  | Lakhdar Belloumi       | 1978-1989 | 27    | 100 | 0.27     |
| 7  | Djamel Menad           | 1980–1995 | 25    | 79  | 0.32     |
| 8  | El Arbi Hillel Soudani | 2011-Act. | 24    | 56  | 0.43     |
| 9  | Tedj Bensaoula         | 1979-1986 | 20    | 52  | 0.38     |
| 10 | Sofiane Feghouli       | 2014-Act. | 19    | 83  | 0.22     |

## Entrenadores
| N.º | Nombre                                                     | Período                                     | P  | G  | E  | P  |
| --- | ---------------------------------------------------------- | ------------------------------------------- | -- | -- | -- | -- |
| 1   | Kader Firoud                                               | enero de 1963 - marzo de 1963               |    |    |    |    |
| 2   | Smaïl Khabatou (1)                                         | 1963 - julio de 1964                        |    |    |    |    |
| 3   | Abderrahman Ibrir                                          | octubre de 1964 - julio de 1965             |    |    |    |    |
| 4   | Smaïl Khabatou (2)                                         | noviembre de 1965 - marzo de 1966           |    |    |    |    |
| 5   | Lucien Leduc                                               | noviembre de 1966 - enero de 1969           |    |    |    |    |
| 6   | Saïd Amara (1)                                             | febrero de 1969 - marzo de 1969             |    |    |    |    |
| 8   | Hamid Zouba (1) Abdelaziz Ben Tifour                       | agosto de 1969 - octubre de 1970            |    |    |    |    |
| 9   | Hamid Zouba (2)                                            | diciembre de 1970 - abril de 1971           |    |    |    |    |
| 10  | Rachid Mekloufi (1)                                        | septiembre de 1971 - octubre de 1972        |    |    |    |    |
| 12  | Mohamed El Kenz Abdelhamid Sellal                          | octubre de 1972 - abril de 1973             |    |    |    |    |
| 13  | Saïd Amara (2)                                             | mayo de 1973 - octubre de 1973              |    |    |    |    |
| 14  | Valentin Makkri                                            | febrero de 1974 - junio de 1975             |    |    |    |    |
| 15  | Rachid Mekloufi (2)                                        | agosto de 1975 - mayo de 1979               |    |    |    |    |
| 16  | Mahieddine Khalef (1)                                      | junio de 1979 - julio de 1979               |    |    |    |    |
| 18  | Zdravko Rajkov (1) Mahieddine Khalef (2)                   | septiembre de 1979 - septiembre de 1980     |    |    |    |    |
| 19  | Zdravko Rajkov (2)                                         | septiembre de 1980 - mayo de 1981           |    |    |    |    |
| 22  | Guennadi Rogov (1) Mohamed Maouche Rabah Saadane (1)       | julio de 1981 - febrero de 1982             |    |    |    |    |
| 23  | Mahieddine Khalef (3)                                      | marzo de 1982 - agosto de 1982              |    |    |    |    |
| 24  | Hamid Zouba (3)                                            | septiembre de 1982 - septiembre de 1982     |    |    |    |    |
| 26  | Rachid Mekloufi (3) Mahieddine Khalef (4)                  | junio de 1985 - junio de 1985               |    |    |    |    |
| 27  | Mahieddine Khalef (5)                                      | junio de 1985 - junio de 1985               |    |    |    |    |
| 28  | Rabah Saadane (2)                                          | junio de 1985 - junio de 1986               |    |    |    |    |
| 29  | Guennadi Rogov (2)                                         | octubre de 1986 - marzo de 1988             |    |    |    |    |
| 30  | Kamel Lemoui                                               | julio de 1988 - octubre de 1989             |    |    |    |    |
| 31  | Abdelhamid Kermali (1)                                     | octubre de 1989 - febrero de 1992           |    |    |    |    |
| 32  | Meziane Ighil (1)                                          | febrero de 1992 - marzo de 1994             |    |    |    |    |
| 33  | Rabah Madjer (1)                                           | abril de 1994 - mayo de 1995                |    |    |    |    |
| 35  | Ali Fergani (1) Mourad Abdelouahab                         | junio de 1995 - junio de 1996               |    |    |    |    |
| 36  | Hamid Zouba (4)                                            | octubre de 1996 - diciembre de 1997         |    |    |    |    |
| 37  | Abderhamane Medhaoui                                       | enero de 1998 - julio de 1998               |    |    |    |    |
| 38  | Marcel Pigulea                                             | julio de 1998 - agosto de 1998              |    |    |    |    |
| 39  | Meziane Ighil (2)                                          | agosto de 1998 - enero de 1999              |    |    |    |    |
| 40  | Rabah Saadane (3)                                          | febrero de 1999 - marzo de 1999             |    |    |    |    |
| 41  | Charif Ait Mohamed                                         | abril de 1999 - junio de 1999               |    |    |    |    |
| 43  | Rabah Madjer (2) Tedj Bensaoula (1)                        | julio de 1999 - diciembre de 1999           |    |    |    |    |
| 44  | Nacer Sandjak                                              | diciembre de 1999 - abril de 2000           |    |    |    |    |
| 45  | Abdel Djaadaoui                                            | mayo de 2000 - julio de 2000                |    |    |    |    |
| 47  | Abdel Djaadaoui Mircea Rădulescu                           | septiembre de 2000 - febrero de 2001        |    |    |    |    |
| 49  | Hamid Zouba (5) Abdelhamid Kermali (2)                     | marzo de 2001 - junio de 2001               |    |    |    |    |
| 52  | Hamid Zouba (6) Azzedine Aït Djoudi Abdelhamid Kermali (3) | junio de 2001 - julio de 2001               |    |    |    |    |
| 54  | Rabah Madjer (3) Tedj Bensaoula (2)                        | julio de 2001 - mayo de 2002                | 9  | 2  | 3  | 4  |
| 55  | Hamid Zouba (7)                                            | mayo de 2002 - enero de 2003                | 5  | 3  | 2  | 0  |
| 56  | Georges Leekens                                            | enero de 2003 - julio de 2003               | 6  | 2  | 2  | 2  |
| 57  | Rabah Saadane (4)                                          | julio de 2003 - febrero de 2004             | 10 | 4  | 3  | 3  |
| 58  | Robert Waseige                                             | mayo de 2004 - septiembre de 2004           | 6  | 0  | 4  | 2  |
| 60  | Ali Fergani (2) Lakhdar Belloumi                           | septiembre de 2004 - junio de 2005          | 7  | 2  | 2  | 3  |
| 61  | Meziane Ighil (3)                                          | junio de 2005 - mayo de 2006                | 3  | 0  | 1  | 2  |
| 62  | Jean-Michel Cavalli                                        | mayo de 2006 – octubre de 2007              | 12 | 4  | 3  | 5  |
| 63  | Rabah Saadane (5)                                          | octubre de 2007 - septiembre de 2010        | 32 | 15 | 6  | 11 |
| 64  | Abdelhak Benchikha                                         | septiembre - 4 de junio de 2011             | 4  | 1  | 1  | 2  |
| 65  | Vahid Halilhodžić                                          | 1 de julio de 2011 - 2 de julio de 2014     | 31 | 19 | 5  | 7  |
| 66  | Christian Gourcuff                                         | 1 de agosto de 2014 - 3 de abril de 2016    | 13 | 8  | 1  | 4  |
| 67  | Milovan Rajevac                                            | 26 de junio de 2016 - octubre de 2016       | 2  | 1  | 1  | 0  |
| 68  | Nabil Neghiz                                               | octubre de 2016 - octubre de 2016           | 1  | 1  | 1  | 0  |
| 69  | Georges Leekens (2)                                        | octubre de 2016 - 24 de enero de 2017       | 4  | 1  | 2  | 1  |
| 70  | Lucas Alcaraz                                              | 13 de abril de 2017 - 13 de octubre de 2017 | 2  | 2  | 0  | 0  |
| 71  | Rabah Madjer (4)                                           | 18 de octubre de 2017 - 24 de junio de 2018 | 2  | 2  | 0  | 5  |
| 72  | Djamel Belmadi                                             | 18 de agosto de 2018-24 de enero de 2024    | 64 | 41 | 17 | 6  |
| 73  | Vladimir Petković                                          | 29 de febrero de 2024-presente              | 11 | 8  | 2  | 1  |

## Estadísticas

### Copa Mundial
| Año   | Ronda                   | Posición                | PJ                      | PG                      | PE                      | PP                      | GF                      | GC                      | Dif.                    | Goleador                    |
| ----- | ----------------------- | ----------------------- | ----------------------- | ----------------------- | ----------------------- | ----------------------- | ----------------------- | ----------------------- | ----------------------- | --------------------------- |
| 1930  | No existía la selección | No existía la selección | No existía la selección | No existía la selección | No existía la selección | No existía la selección | No existía la selección | No existía la selección | No existía la selección | No existía la selección     |
| 1934  | No existía la selección | No existía la selección | No existía la selección | No existía la selección | No existía la selección | No existía la selección | No existía la selección | No existía la selección | No existía la selección | No existía la selección     |
| 1938  | No existía la selección | No existía la selección | No existía la selección | No existía la selección | No existía la selección | No existía la selección | No existía la selección | No existía la selección | No existía la selección | No existía la selección     |
| 1950  | No existía la selección | No existía la selección | No existía la selección | No existía la selección | No existía la selección | No existía la selección | No existía la selección | No existía la selección | No existía la selección | No existía la selección     |
| 1954  | No existía la selección | No existía la selección | No existía la selección | No existía la selección | No existía la selección | No existía la selección | No existía la selección | No existía la selección | No existía la selección | No existía la selección     |
| 1958  | No existía la selección | No existía la selección | No existía la selección | No existía la selección | No existía la selección | No existía la selección | No existía la selección | No existía la selección | No existía la selección | No existía la selección     |
| 1962  | No existía la selección | No existía la selección | No existía la selección | No existía la selección | No existía la selección | No existía la selección | No existía la selección | No existía la selección | No existía la selección | No existía la selección     |
| 1966  | No participó            | No participó            | No participó            | No participó            | No participó            | No participó            | No participó            | No participó            | No participó            | No participó                |
| 1970  | No clasificó            | No clasificó            | No clasificó            | No clasificó            | No clasificó            | No clasificó            | No clasificó            | No clasificó            | No clasificó            | No clasificó                |
| 1974  | No clasificó            | No clasificó            | No clasificó            | No clasificó            | No clasificó            | No clasificó            | No clasificó            | No clasificó            | No clasificó            | No clasificó                |
| 1978  | No clasificó            | No clasificó            | No clasificó            | No clasificó            | No clasificó            | No clasificó            | No clasificó            | No clasificó            | No clasificó            | No clasificó                |
| 1982  | Primera ronda           | 13.°                    | 3                       | 2                       | 0                       | 1                       | 5                       | 5                       | 0                       | Salah Assad (2)             |
| 1986  | Fase de grupos          | 22.°                    | 3                       | 0                       | 1                       | 2                       | 1                       | 5                       | -4                      | Djamel Zidane (1)           |
| 1990  | No clasificó            | No clasificó            | No clasificó            | No clasificó            | No clasificó            | No clasificó            | No clasificó            | No clasificó            | No clasificó            | No clasificó                |
| 1994  | No clasificó            | No clasificó            | No clasificó            | No clasificó            | No clasificó            | No clasificó            | No clasificó            | No clasificó            | No clasificó            | No clasificó                |
| 1998  | No clasificó            | No clasificó            | No clasificó            | No clasificó            | No clasificó            | No clasificó            | No clasificó            | No clasificó            | No clasificó            | No clasificó                |
| 2002  | No clasificó            | No clasificó            | No clasificó            | No clasificó            | No clasificó            | No clasificó            | No clasificó            | No clasificó            | No clasificó            | No clasificó                |
| 2006  | No clasificó            | No clasificó            | No clasificó            | No clasificó            | No clasificó            | No clasificó            | No clasificó            | No clasificó            | No clasificó            | No clasificó                |
| 2010  | Fase de grupos          | 28.°                    | 3                       | 0                       | 1                       | 2                       | 0                       | 2                       | -2                      | -                           |
| 2014  | Octavos de final        | 14.°                    | 4                       | 1                       | 1                       | 2                       | 7                       | 7                       | 0                       | Slimani y Djabou (2)        |
| 2018  | No clasificó            | No clasificó            | No clasificó            | No clasificó            | No clasificó            | No clasificó            | No clasificó            | No clasificó            | No clasificó            | No clasificó                |
| 2022  | No clasificó            | No clasificó            | No clasificó            | No clasificó            | No clasificó            | No clasificó            | No clasificó            | No clasificó            | No clasificó            | No clasificó                |
| 2026  | Por disputarse          | Por disputarse          | Por disputarse          | Por disputarse          | Por disputarse          | Por disputarse          | Por disputarse          | Por disputarse          | Por disputarse          | Por disputarse              |
| 2030  | Por disputarse          | Por disputarse          | Por disputarse          | Por disputarse          | Por disputarse          | Por disputarse          | Por disputarse          | Por disputarse          | Por disputarse          | Por disputarse              |
| 2034  | Por disputarse          | Por disputarse          | Por disputarse          | Por disputarse          | Por disputarse          | Por disputarse          | Por disputarse          | Por disputarse          | Por disputarse          | Por disputarse              |
| Total | 4/22                    | 42.°                    | 13                      | 3                       | 3                       | 7                       | 13                      | 19                      | -6                      | Assad, Slimani y Djabou (2) |

### Copa Africana de Naciones
| Año   | Ronda                   | Posición                | PJ                      | PG                      | PE                      | PP                      | GF                      | GC                      | Dif.                    | Goleador                                         |
| ----- | ----------------------- | ----------------------- | ----------------------- | ----------------------- | ----------------------- | ----------------------- | ----------------------- | ----------------------- | ----------------------- | ------------------------------------------------ |
| 1957  | No existía la selección | No existía la selección | No existía la selección | No existía la selección | No existía la selección | No existía la selección | No existía la selección | No existía la selección | No existía la selección | No existía la selección                          |
| 1959  | No existía la selección | No existía la selección | No existía la selección | No existía la selección | No existía la selección | No existía la selección | No existía la selección | No existía la selección | No existía la selección | No existía la selección                          |
| 1962  | No existía la selección | No existía la selección | No existía la selección | No existía la selección | No existía la selección | No existía la selección | No existía la selección | No existía la selección | No existía la selección | No existía la selección                          |
| 1963  | No clasificó            | No clasificó            | No clasificó            | No clasificó            | No clasificó            | No clasificó            | No clasificó            | No clasificó            | No clasificó            | No clasificó                                     |
| 1965  | No clasificó            | No clasificó            | No clasificó            | No clasificó            | No clasificó            | No clasificó            | No clasificó            | No clasificó            | No clasificó            | No clasificó                                     |
| 1968  | Fase de grupos          | 6.°                     | 3                       | 1                       | 0                       | 2                       | 5                       | 6                       | -1                      | Hacène Lalmas (3)                                |
| 1970  | No clasificó            | No clasificó            | No clasificó            | No clasificó            | No clasificó            | No clasificó            | No clasificó            | No clasificó            | No clasificó            | No clasificó                                     |
| 1972  | No clasificó            | No clasificó            | No clasificó            | No clasificó            | No clasificó            | No clasificó            | No clasificó            | No clasificó            | No clasificó            | No clasificó                                     |
| 1974  | No clasificó            | No clasificó            | No clasificó            | No clasificó            | No clasificó            | No clasificó            | No clasificó            | No clasificó            | No clasificó            | No clasificó                                     |
| 1976  | No clasificó            | No clasificó            | No clasificó            | No clasificó            | No clasificó            | No clasificó            | No clasificó            | No clasificó            | No clasificó            | No clasificó                                     |
| 1978  | No clasificó            | No clasificó            | No clasificó            | No clasificó            | No clasificó            | No clasificó            | No clasificó            | No clasificó            | No clasificó            | No clasificó                                     |
| 1980  | Subcampeón              | 2.°                     | 5                       | 2                       | 2                       | 1                       | 6                       | 7                       | -1                      | Belloumi y Bensaoula (2)                         |
| 1982  | Cuarto lugar            | 4.º                     | 5                       | 2                       | 1                       | 2                       | 5                       | 6                       | -1                      | Salah Assad (2)                                  |
| 1984  | Tercer lugar            | 3.º                     | 5                       | 3                       | 2                       | 0                       | 8                       | 1                       | +7                      | Lakhdar Belloumi (3)                             |
| 1986  | Fase de grupos          | 6.º                     | 3                       | 0                       | 2                       | 1                       | 2                       | 3                       | -1                      | Rabah Madjer y Maroc (1)                         |
| 1988  | Tercer lugar            | 3.°                     | 5                       | 1                       | 3                       | 1                       | 4                       | 4                       | 0                       | Lakhdar Belloumi (2)                             |
| 1990  | Campeón                 | 1.°                     | 5                       | 5                       | 0                       | 0                       | 13                      | 2                       | +11                     | Djamel Menad (4)                                 |
| 1992  | Fase de grupos          | 10.°                    | 2                       | 0                       | 1                       | 1                       | 1                       | 4                       | -3                      | Bouiche (1)                                      |
| 1994  | Descalificado           | Descalificado           | Descalificado           | Descalificado           | Descalificado           | Descalificado           | Descalificado           | Descalificado           | Descalificado           | Descalificado                                    |
| 1996  | Cuartos de final        | 5.°                     | 4                       | 2                       | 1                       | 1                       | 5                       | 3                       | +2                      | Ali Mecabih (2)                                  |
| 1998  | Fase de grupos          | 15.°                    | 3                       | 0                       | 0                       | 3                       | 2                       | 5                       | -3                      | Moussa Saïb y Billel Dziri (1)                   |
| 2000  | Cuartos de final        | 5.°                     | 4                       | 1                       | 2                       | 1                       | 5                       | 4                       | +1                      | Abdelhafid Tasfaout (2)                          |
| 2002  | Fase de grupos          | 13.°                    | 3                       | 0                       | 1                       | 2                       | 2                       | 5                       | -3                      | Nasreddine Kraouche (2)                          |
| 2004  | Cuartos de final        | 8.°                     | 4                       | 1                       | 1                       | 2                       | 5                       | 7                       | -2                      | Hocine Achiou (2)                                |
| 2006  | No clasificó            | No clasificó            | No clasificó            | No clasificó            | No clasificó            | No clasificó            | No clasificó            | No clasificó            | No clasificó            | No clasificó                                     |
| 2008  | No clasificó            | No clasificó            | No clasificó            | No clasificó            | No clasificó            | No clasificó            | No clasificó            | No clasificó            | No clasificó            | No clasificó                                     |
| 2010  | Cuarto lugar            | 4.°                     | 6                       | 2                       | 1                       | 3                       | 4                       | 10                      | -6                      | Halliche, Matmour, Bougherra y Bouazza (1)       |
| 2012  | No clasificó            | No clasificó            | No clasificó            | No clasificó            | No clasificó            | No clasificó            | No clasificó            | No clasificó            | No clasificó            | No clasificó                                     |
| 2013  | Fase de grupos          | 13.°                    | 3                       | 0                       | 1                       | 2                       | 2                       | 5                       | -3                      | Feghouli y Soudani (1)                           |
| 2015  | Cuartos de final        | 6.°                     | 4                       | 2                       | 0                       | 2                       | 6                       | 5                       | +1                      | Soudani, Slimani, Ghoulam, Mahrez y Bentaleb (1) |
| 2017  | Fase de grupos          | 10.°                    | 3                       | 0                       | 2                       | 1                       | 5                       | 6                       | -1                      | Slimani y Mahrez (2)                             |
| 2019  | Campeón                 | 1.°                     | 7                       | 6                       | 1                       | 0                       | 13                      | 2                       | +11                     | Ounas y Riyad Mahrez (3)                         |
| 2021  | Fase de grupos          | 20.°                    | 3                       | 0                       | 1                       | 2                       | 1                       | 4                       | -3                      | Sofiane Bendebka (1)                             |
| 2023  | Fase de grupos          | 18.°                    | 3                       | 0                       | 2                       | 1                       | 3                       | 4                       | -1                      | Baghdad Bounedjah (3)                            |
| 2025  | Clasificado             | Clasificado             | Clasificado             | Clasificado             | Clasificado             | Clasificado             | Clasificado             | Clasificado             | Clasificado             | Clasificado                                      |
| 2027  | Por definir             | Por definir             | Por definir             | Por definir             | Por definir             | Por definir             | Por definir             | Por definir             | Por definir             | Por definir                                      |
| Total | 21/35                   | 6.°                     | 80                      | 28                      | 24                      | 28                      | 97                      | 93                      | +4                      | Riyad Mahrez (7)                                 |

### Copa de Naciones Afroasiáticas
| Año   | Ronda        | Posición     | PJ           | PG           | PE           | PP           | GF           | GC           | Dif.         | Goleador               |
| ----- | ------------ | ------------ | ------------ | ------------ | ------------ | ------------ | ------------ | ------------ | ------------ | ---------------------- |
| 1978  | No clasificó | No clasificó | No clasificó | No clasificó | No clasificó | No clasificó | No clasificó | No clasificó | No clasificó | No clasificó           |
| 1985  | No clasificó | No clasificó | No clasificó | No clasificó | No clasificó | No clasificó | No clasificó | No clasificó | No clasificó | No clasificó           |
| 1988  | No clasificó | No clasificó | No clasificó | No clasificó | No clasificó | No clasificó | No clasificó | No clasificó | No clasificó | No clasificó           |
| 1991  | Campeón      | 1.°          | 2            | 1            | 0            | 1            | 2            | 2            | 0            | Lazizi y Benhalima (1) |
| 1993  | No clasificó | No clasificó | No clasificó | No clasificó | No clasificó | No clasificó | No clasificó | No clasificó | No clasificó | No clasificó           |
| 1995  | No clasificó | No clasificó | No clasificó | No clasificó | No clasificó | No clasificó | No clasificó | No clasificó | No clasificó | No clasificó           |
| 1997  | No clasificó | No clasificó | No clasificó | No clasificó | No clasificó | No clasificó | No clasificó | No clasificó | No clasificó | No clasificó           |
| 2007  | No clasificó | No clasificó | No clasificó | No clasificó | No clasificó | No clasificó | No clasificó | No clasificó | No clasificó | No clasificó           |
| Total | 1/8          | 4.°          | 2            | 1            | 0            | 1            | 2            | 2            | 0            | Lazizi y Benhalima (1) |

### Campeonato Africano de Naciones
| Año   | Ronda         | Posición      | PJ            | PG            | PE            | PP            | GF            | GC            | Dif.          | Goleador                   |
| ----- | ------------- | ------------- | ------------- | ------------- | ------------- | ------------- | ------------- | ------------- | ------------- | -------------------------- |
| 2009  | No clasificó  | No clasificó  | No clasificó  | No clasificó  | No clasificó  | No clasificó  | No clasificó  | No clasificó  | No clasificó  | No clasificó               |
| 2011  | Cuarto lugar  | 4.°           | 6             | 2             | 3             | 1             | 7             | 4             | +3            | El Arbi Hillel Soudani (3) |
| 2014  | Se retiró     | Se retiró     | Se retiró     | Se retiró     | Se retiró     | Se retiró     | Se retiró     | Se retiró     | Se retiró     | Se retiró                  |
| 2016  | Descalificado | Descalificado | Descalificado | Descalificado | Descalificado | Descalificado | Descalificado | Descalificado | Descalificado | Descalificado              |
| 2018  | No clasificó  | No clasificó  | No clasificó  | No clasificó  | No clasificó  | No clasificó  | No clasificó  | No clasificó  | No clasificó  | No clasificó               |
| 2021  | No clasificó  | No clasificó  | No clasificó  | No clasificó  | No clasificó  | No clasificó  | No clasificó  | No clasificó  | No clasificó  | No clasificó               |
| 2023  | Subcampeón    | 2.°           | 6             | 5             | 1             | 0             | 9             | 0             | +9            | Aymen Mahious (5)          |
| 2025  | Clasificó     | Clasificó     | Clasificó     | Clasificó     | Clasificó     | Clasificó     | Clasificó     | Clasificó     | Clasificó     | Clasificó                  |
| Total | 3/8           | 8.°           | 12            | 7             | 4             | 1             | 16            | 4             | +12           | Aymen Mahious (5)          |

### Copa de Naciones Árabe
| Año   | Ronda          | Posición     | PJ           | PG           | PE           | PP           | GF           | GC           | Dif.         | Goleador           |
| ----- | -------------- | ------------ | ------------ | ------------ | ------------ | ------------ | ------------ | ------------ | ------------ | ------------------ |
| 1963  | No participó   | No participó | No participó | No participó | No participó | No participó | No participó | No participó | No participó | No participó       |
| 1964  | No participó   | No participó | No participó | No participó | No participó | No participó | No participó | No participó | No participó | No participó       |
| 1966  | No participó   | No participó | No participó | No participó | No participó | No participó | No participó | No participó | No participó | No participó       |
| 1985  | No participó   | No participó | No participó | No participó | No participó | No participó | No participó | No participó | No participó | No participó       |
| 1988  | Fase de grupos | 5.°          | 4            | 1            | 2            | 1            | 3            | 3            | 0            | Hadj Adlane (2)    |
| 1992  | No participó   | No participó | No participó | No participó | No participó | No participó | No participó | No participó | No participó | No participó       |
| 1998  | Fase de grupos | 9.°          | 2            | 0            | 1            | 1            | 0            | 3            | -3           | -                  |
| 2002  | No participó   | No participó | No participó | No participó | No participó | No participó | No participó | No participó | No participó | No participó       |
| 2009  | Cancelado      | Cancelado    | Cancelado    | Cancelado    | Cancelado    | Cancelado    | Cancelado    | Cancelado    | Cancelado    | Cancelado          |
| 2012  | No participó   | No participó | No participó | No participó | No participó | No participó | No participó | No participó | No participó | No participó       |
| 2021  | Campeón        | 1.°          | 6            | 4            | 2            | 0            | 13           | 4            | +9           | Yacine Brahimi (3) |
| Total | 3/11           | 12.°         | 12           | 5            | 5            | 2            | 16           | 10           | +6           | Yacine Brahimi (3) |

## Palmarés

### Oficial
| Competición                     |                 |                    |                    |                    |
| Competición                     | Campeón         | Segundo lugar      | Tercer lugar       | Cuarto lugar       |
| ------------------------------- | --------------- | ------------------ | ------------------ | ------------------ |
| Copa Africana de Naciones       | 2 (1990 y 2019) | 1 (1980)           | 2 (1984 y 1988)    | 2 (1982 y 2010)    |
| Copa de Naciones Afroasiática   | 1 (1991)        | -                  | -                  | -                  |
| Copa Árabe de la FIFA           | 1 (2021)        | -                  | -                  | -                  |
| Campeonato Africano de Naciones | -               | 1 (2023)           | -                  | 1 (2011)           |
| Juegos Mediterráneos            | 1 (1975)        | 1 (1993)           | 1 (1979)           | -                  |
| Juegos Panafricanos             | 1 (1978)        | -                  | -                  | 1 (1965)           |
| Pan Arab Games                  | -               | -                  | 1 (1985)           | 1 (2023)           |
| Juegos Islámicos                | -               | -                  | 1 (2017)           | 1 (2022)           |
| Total                           | 6 títulos       | Selección absoluta | Selección absoluta | Selección absoluta |

### Amistoso
- FIFA Series: (1): 2024.